# Leben in dieser Zeit
Leben in dieser Zeit ist ein Hörspiel von Erich Kästner mit Musik von Edmund Nick aus dem Jahr 1929. Das von der Schlesischen Funkstunde uraufgeführte Stück war ein großer Erfolg und wurde von Sendeanstalten im In- und Ausland übernommen.

## Hörspiel
Am 14. Dezember 1929 wurde die Lyrische Suite in drei Sätzen als Hörspiel von der Schlesischen Funkstunde in Breslau uraufgeführt. An die Übertragung des Hörspiels angeschlossen war Berlin, aber auch Stockholm, Zagreb, Prag und Hilversum.
Kästner montierte zum Teil schon veröffentlichte Gedichte, einen Chor, Geräusche und Zwischentexte zu einer Collage, zu der Edmund Nick die Musik komponierte. Regie führte der Intendant des Senders Friedrich Bischoff. Sprecher waren (u. a.) Kaete Nick-Jaenicke und Ernst Busch.

## Entstehung
Als Erich Kästner mit dem Manuskript in Breslau vorsprach, war man davon schnell begeistert, vor allem Edmund Nick, seit 1924 Leiter der Musikabteilung der Schlesischen Funkstunde Breslau. Dieser war gemeinsam mit dem Literarischen Leiter des Senders, Friedrich Bischoff, bemüht das neue Medium Radio mit neuen Formen zu beleben. Man nimmt das für seine Zeit experimentelle Manuskript an und begibt sich auf die Suche nach einem geeigneten Komponisten. Kurt Weill sollte es vertonen, dieser winkte, auf der Erfolgswoge seiner „Dreigroschenoper“ schwimmend und bereits an „Aufstieg und Fall der Stadt Mahagonny“ arbeitend, jedoch ab. Doch da Kurt Weill Song-Vertonungen Edmund Nicks gehört hatte, sagte er: „Nick, machen Sie das doch!“, wie Edmund Nicks Tochter, die Lyrikerin Dagmar Nick, später berichten wird. Der Erfolg der Ursendung ist groß, andere Rundfunkstationen spielen das Hörspiel rasch nach. „Leben in dieser Zeit“ wird zum Erfolgsstück der Folgejahre, im Rundfunk und wegen des großen Erfolgs bald auch im Konzertsaal (erstmals im Konzerthaus in Wien am 18. Januar 1931) und dramatisiert auf über 30 Bühnen (erstmals am 16. Oktober 1931 in Leipzig). – „Leben in dieser Zeit“ ist Kästners erfolgreichster dramatischer Text, bis die Nationalsozialisten seine Autoren 1933 verbieten und ihre Werke verbrennen.

## Synopsis
Das Stück handelt in assoziativer Weise vom Leben des „Durchschnittsmenschen Schmidt“, wobei Stadt und Land, Moderne und Tradition einander kritisch gegenübergestellt werden.
„Leben in dieser Zeit“ hat keine Handlung im eigentlichen Sinn. Liedhafte Chansons mit ihrer poetischen Bildsprache und der genretypischen starken Konzentration auf die Textaussage decken die Vielzahl der kritischen und satirischen Themen und wechselnden Stimmungen ab.
Auch mit der Gattungsbezeichnung waren sich die Autoren nicht sicher, so neu war dieser Versuch. Was als „Lyrische Suite in drei Sätzen“ aufgeführt und gedruckt wurde, bezeichneten sie auch als Hörspiel, als Laien-Oratorium oder Kantate. Den Inhalt charakterisierend hielt Kästner im Programmheft des Altonaer Stadttheaters 1931 fest: „Unsere Kantate wird man kaum fromm nennen wollen. Es ist eine Laienkantate. Sie wendet sich an die Menschen der Großstadt, sie bringt ihnen ihresgleichen zu Gesicht und Gehör, sie demonstriert ihre Sorgen, ihre vergeblichen Wünsche und ihre Methoden, das ‚Leben in dieser Zeit‘, so schwer erträglich es ist, zu meistern.“
Personen:
Sprecher (Bariton)
Schmidt (Bariton)
Chansonette (Sopran)
1. Frauenstimme (Sprecher)
2. Frauenstimme (Sprecher)
1. Männerstimme (Sprecher)
2. Männerstimme (Sprecher)
Herrenquartett (Tenor, Bariton, Bariton, Bass)
Eine Frauenstimme (Mezzosopran)
Eine Männerstimme (Bariton)
Chor
Die einzelnen musikalischen Nummern des Hörspiels sind:
- Kleines Vorspiel
- 1. Satz

Einleitung
Nr. 1 Kurt Schmidt, statt einer Ballade (Sprecher)
Nr. 2 Das Chanson von der Majorität (Schmidt, Eine Frauenstimme, Eine Männerstimme, Chor)
Nr. 3 Der kleine Rekordgesang (Schmidt, Sprecher, Chor)
Nr. 4 Das Lied von der Rumpfbeuge (Schmidt, Chor)
Nr. 5 Die möblierte Moral (Männerquartett, Männerchor)
Nr. 6 Das Wiegenlied väterlicherseits (Schmidt)
- 2. Satz

Nr. 7 Einleitung (Chor)
Nr. 8 Die Elegie in Sachen Wald (Schmidt, Männerquartett, Eine Frauenstimme)
Nr. 9 Entrée für eine Chansonette (Sprecher)
Nr. 10 Das Liebeslied mit Damenchor (Chansonette, Damenchor)
Nr. 11 Der Gesang vom verlorenen Sohn (Chansonette)
Nr. 12 Der Song „Man müsste wieder…“ (Blues) (Schmidt, 1. und 2. Männerstimme)
- 3. Satz

Nr. 12a Einleitung (Chorsolisten)
Nr. 13 Das Lied mit den Pistolenschüssen (Schmidt)
Nr. 14 Hymnus auf die Zeitgenossen (Schmidt, Chor)
Nr. 15 Das Chanson für Hochwohlgeborene (Chansonette)
Nr. 16 Der Appell an den Trotz (Schmidt, Sprecher, Chor)
Nr. 17 Das Trompetenstoßgebet (Chor, Sprecher, Schmidt)

## Vom Hörspiel zum Theaterstück
Nach dem großen Erfolg des Stückes schrieben Nick und Kästner das Hörspiel zu einem Theaterstück um. Die szenische Uraufführung fand am 16. Oktober 1931 im Alten Theater Leipzig statt.
Bis 1932 erlebte das Stück zahlreiche Aufführungen an Bühnen im deutschsprachigen Raum.
1932 traten die Protagonisten der Ursendung des Hörspiels Ernst Busch und Kaete Nick-Jaenicke unter der Regie von Friedrich Bischoff in ihren Hörspielrollen in der Bühnenbearbeitung am Breslauer Stadttheater auf.
1933 wurde die Aufführung des Stücks von den Nationalsozialisten verboten. Nach dem Zweiten Weltkrieg erlebte das Stück nur noch gelegentliche Aufführungen.

## Kritik
„Einen vollen Sieg als Rundfunkkünstler errang hingegen der Vorkämpfer der Rundfunkkunst, Intendant F. W. Bischoff, Breslau, am 12. März mit dem Hörspiel ‚Leben in dieser Zeit‘ von Erich Kästner. Hörspiel in diesem Falle: Orchester, gesungene Lieder, gesprochene Gedichte, sprechende Stimmen, Sprechchor. Alles prachtvoll zusammengewoben, fast Silbe für Silbe deutliche, zwingend, packend durch Geschlossenheit der funklichen Aufmachung; eine Erfindung, die raffiniert-geschickt eine große Zahl ernster Gedichte in eine lange, fesselnde Szene hineinschmolz; eine Musik, die nicht nur vorzüglich das Ganze untermalte und trug, sondern sogar eigenen starken Ausdruckswert hatte (komponiert von Edmund Nick!). Das Ganze, wie wir glauben, der erste vollkommene Sieg des Ringens um Rundfunkkunst, inhaltlich eine tief ernste, echt dichterische, vollmoderne Revue über Sinn und Wert des gegenwärtigen Lebens der Durchschnittsmenschen. Wiederholen! Ja wiederholen! Und dann weitere Versuche!“

## Neuvertonung
Aus Anlass des 100. Geburtstages von Erich Kästner wurde Leben in dieser Zeit an den Münchner Kammerspielen als Hörspiel inszeniert. Regie führten Carsten Dane und Christopher Blenkinsop, der auch die Musik schrieb.

## Aufnahmen
2010 erschien beim Label CPO eine Aufnahme von Edmund Nicks "Leben in dieser Zeit. Lyrische Suite in drei Sätzen (1929). Text von Erich Kästner" mit u. a. Elke Kottmair, Marcus Günzel, Christian Grygas, Walter Niklaus, Peter Ensikat, Ralf Simon, Gerd Wiemer. Ernst Theis leitet Chor und Orchester der Staatsoperette Dresden. Die Aufnahme bietet sowohl die Rekonstruktion der Hörspielfassung, als auch die Musiken der Konzertfassung.